# Pico de Çika
El pico de Çika (en albanés: Maja e Çikës), a 2044 metros sobre el nivel del mar, es el pico más alto del monte Çika en la parte central de las montañas Ceraunias. Con una prominencia de 1563 metros,  es el 104.º pico más prominente de Europa. Otro pico cercano del monte Çika es el Maja e Qorrës, con 2018 m.
El clima es mediterráneo, con veranos calurosos e inviernos generalmente templados a frescos y secos. Además, el monte se encuentra dentro de la ecorregión terrestre de los bosques caducifolios ilirios del bioma de los bosques templados latifoliados y mixtos paleárticos. El monte también forma parte del parque nacional de Llogara, que destaca por su rica biodiversidad y vegetación. En el flanco occidental del monte se desarrollan especies como el abeto búlgaro, el pino austriaco, el pino bosnio y el pino macedonio.
La ciudad portuaria de Vlora está a 40 km al noroeste del monte Cika. Desde el pico de Çikës hay una magnífica vista de las norteñas Islas Jónicas, así como la costa italiana de Puglia (Otranto).

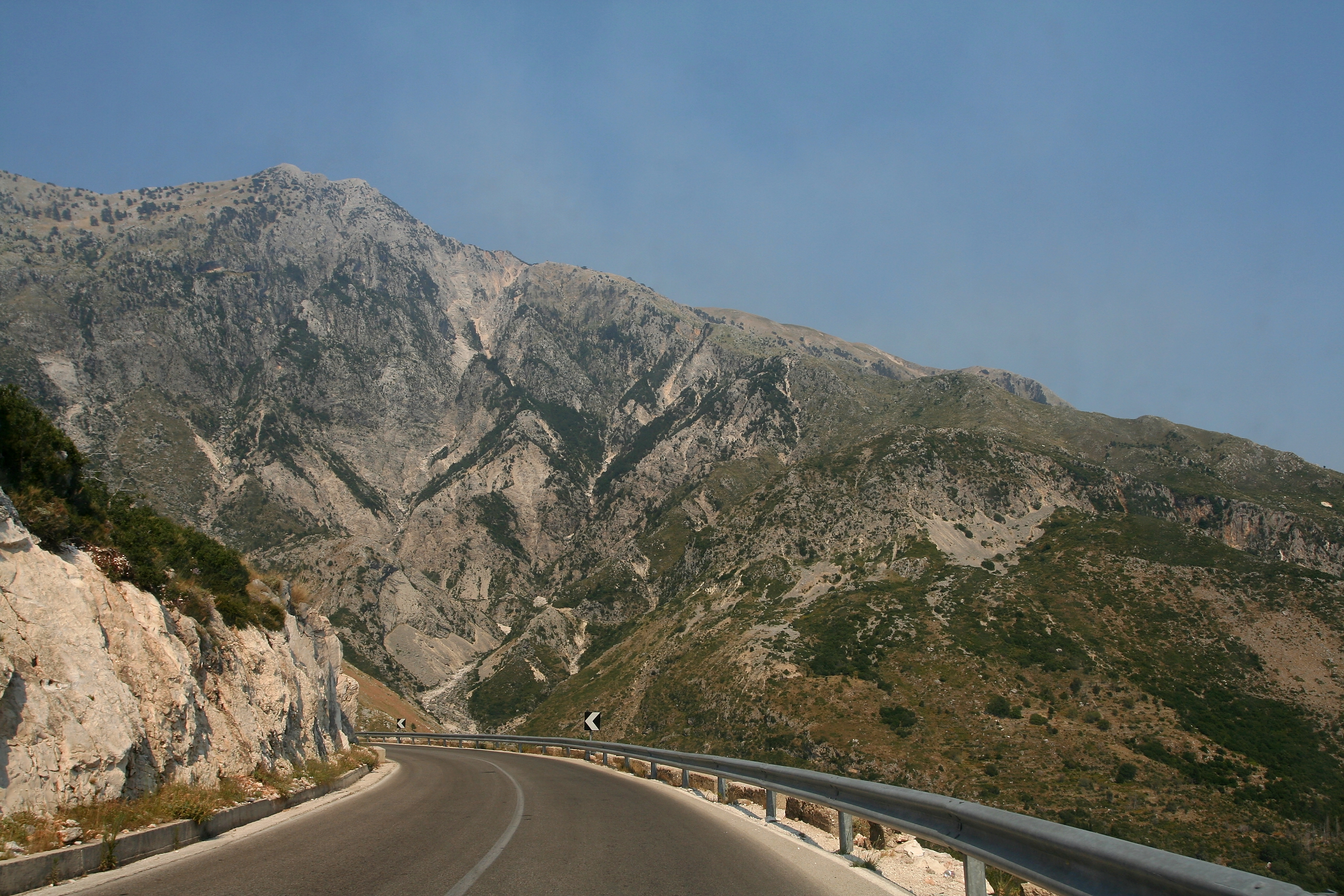
Çika visto desde la carretera SH8
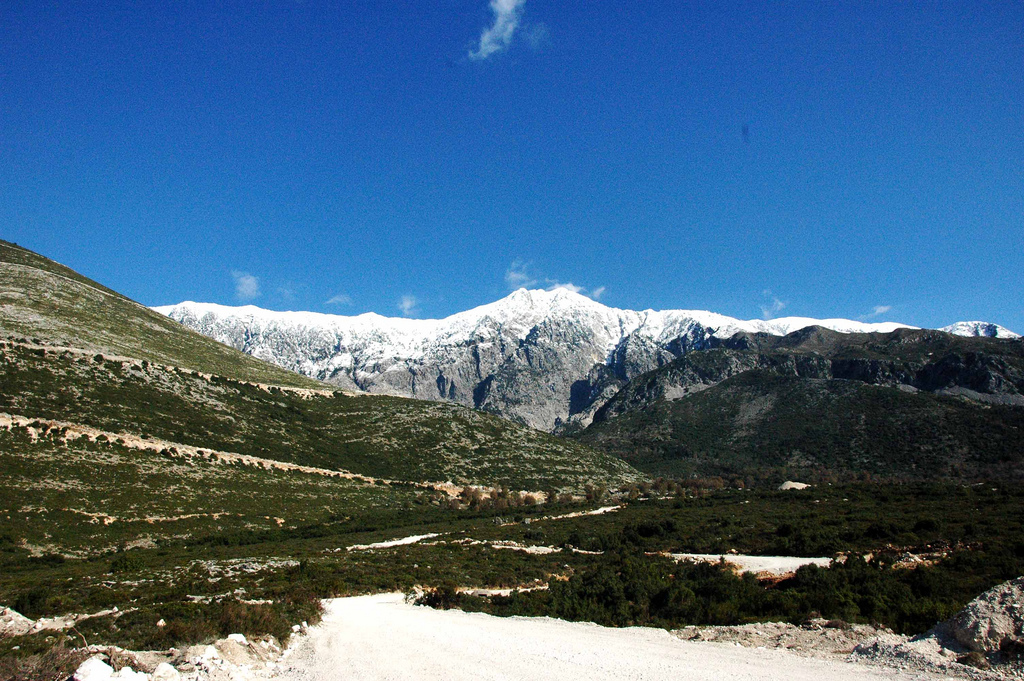
Vista desde la playa de Dhërmi
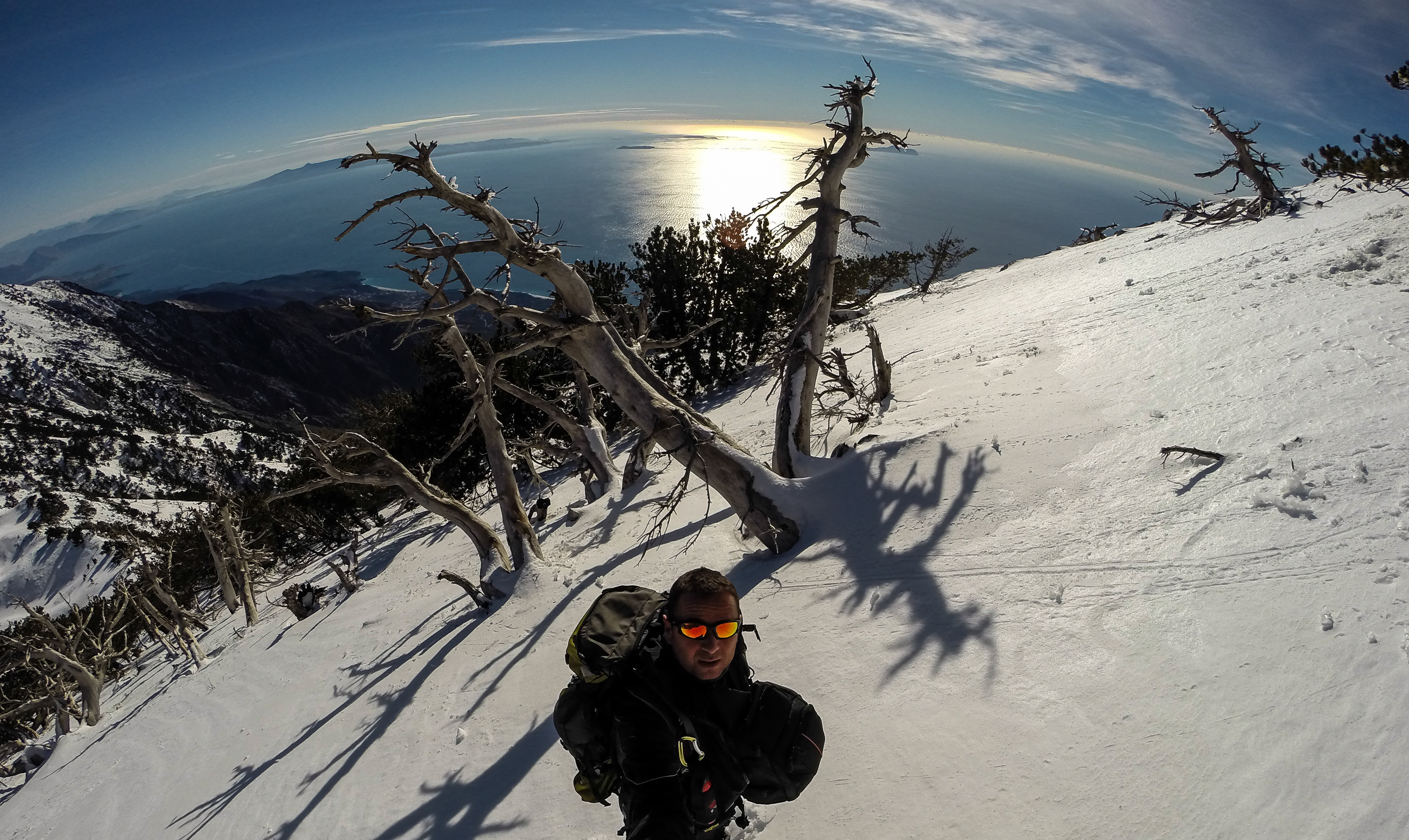
Vista desde la cima